# 비트코인의 역사

월간 비트코인 거래 수 (대수 척도)

비트코인의 역사(영어: history of bitcoin)는 암호학 커뮤니티로부터 기존의 많은 아이디어를 통합한 사토시 나카모토의 발명 및 구현으로부터 시작되었다. 비트코인은 중앙 기관에 의존하지 않고 암호화를 사용하여 생성 및 관리를 제어하는 디지털 자산인 암호화폐이다. 원래 비트코인은 교환 매개체로 설계되었지만, 현재는 주로 가치 저장 수단으로 간주된다. 비트코인의 역사가 진행되는 동안 온라인과 오프라인 모두에서 중요한 가치 저장소가 되기 위해 급속한 성장을 거쳤다. 2010년대 중반부터 일부 기업들은 기존 통화 외에 비트코인을 받기 시작했다.

## 같이 보기
- 비트코인